# De líder a leyenda
De líder a leyenda es el segundo álbum de estudio como solista del cantante puertorriqueño Yandel, conocido por ser parte del dúo Wisin & Yandel. El álbum cuenta con las colaboraciones de los artistas Don Omar, Daddy Yankee, J Álvarez y el hermano de Yandel, “El General” Gadiel.
Fue publicado el 5 de noviembre de 2013 bajo el sello discográfico Sony Music Latin, debutando como número uno en las listas latinas de Billboard. El álbum fue producido mayoritariamente por Tainy, y con ayuda de otros productores como Earcandy, Luny, Alberto «The Legacy» Torres, Nely el Arma Secreta, entre otros.

## Recepción crítica
David Jeffries del sitio web AllMusic calificó al álbum con 4 estrellas de 5, y comentó acerca del álbum que «Yandel mencionó que estaba ansioso por volver a su carrera como solista y esta es la prueba de aquello. Audaz y temerario como su título, De Líder a Leyenda avanza con sólo un puñado de grandes invitados (entre ellos J Álvarez, Daddy Yankee y Don Omar) y una gran lista de 16 canciones (17 con la versión en inglés de Hable de Ti); y aun así, el álbum se redondea a sí misma con sonidos más suaves, pistas más profundas, como el gran tema "Déjate Amar" [...]».

## Promoción
Sencillos

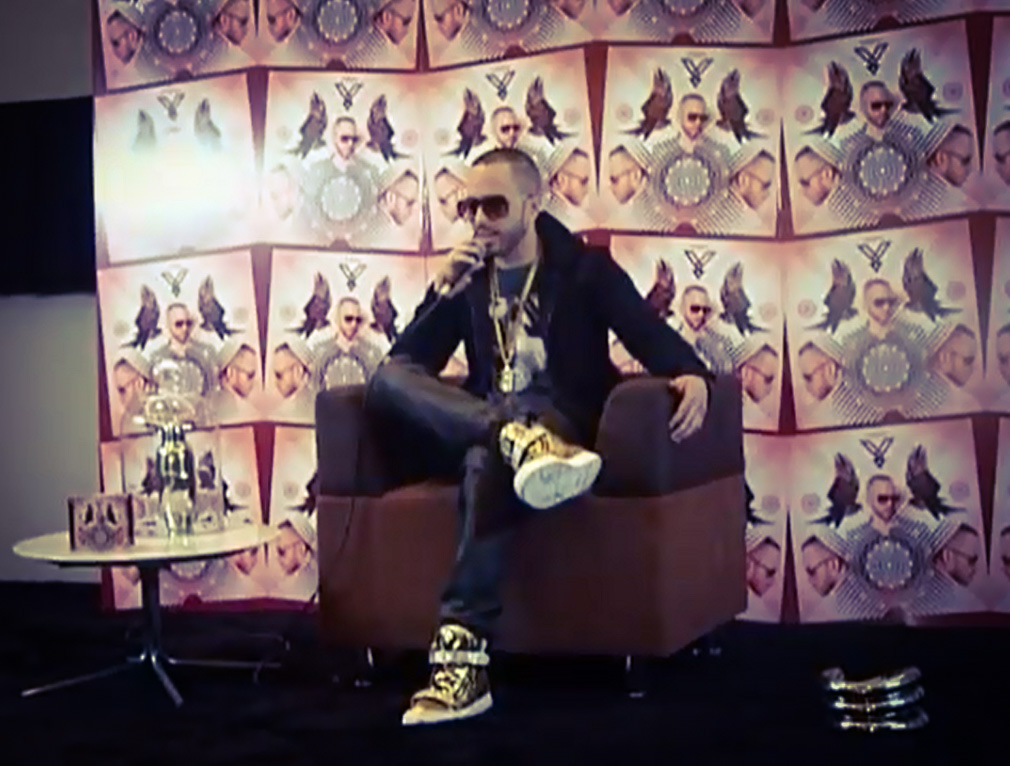
El cantante promocionando De líder a leyenda durante una conferencia en México

- «Hablé de ti» se lanzó como el primer sencillo promocional el 7 de junio de 2013. El vídeo musical fue filmado en Los Ángeles, California y estuvo bajo la dirección de Carlos Pérez.[4] La canción se ubicó en la posición número cinco del los Billboard Latin Songs, convirtiéndose en su debut y posición más alta como solista en el chart.

- «Hasta abajo» fue publicado como sencillo el 14 de octubre de 2013.[5] El vídeo musical, también dirigido por Carlos Pérez, fue filmado en el sur de California. La canción se ubicó en la posición número nueve del Billboard Latin Songs, convirtiéndola en su segunda canción en el “top 10”, además de ubicarse en la posición 19 del Billboard Mexican Chart.

- «Moviendo caderas» junto a Daddy Yankee fue publicado junto a su vídeo musical el 10 de febrero de 2014, estuvo bajo la dirección de Carlos Pérez y fue filmado en Puerto Rico. En los Billboard Latin Songs, la canción su ubicó en la posición número diez, convirtiéndola en su tercera canción top 10 consecutiva del chart.

Canciones promocionales
- «Da Show» tuvo un vídeo dirigido por Luis Carmona, contiene imágenes exclusivas detrás de escena extrapoladas con otras captadas por el cantante con su celular.[6]
- «Déjate amar» fue publicado como sencillo promocional el 27 de junio de 2014, por elección de los fanáticos.[7] Un vídeo musical fue dirigido por LabTwenty con secuencias grabadas en Puerto Rico, siendo presentado en el programa Primer Impacto de Univision.[8]
- «Plakito» junto a “El General” Gadiel fue publicado el 29 de julio de 2014 junto con su vídeo musical dirigido por Fernando Lugo. La canción se ubicó en el puesto número diecisiete de los Billboard Latin Songs. La canción tuvo una remezcla no incluida en el álbum, la cual incluye a Farruko.[9]

## VIP Tour
El 3 de marzo de 2014, la página oficial de Sony Music Latin anunció el inicio de su tour que originalmente abarcaba ciertas ciudades de Estados Unidos, pero se extendió a otros países de América Latina.

### Fechas
| Fecha                    | Ciudad                | Lugar                                      |
| ------------------------ | --------------------- | ------------------------------------------ |
| Primera mitad            |                       |                                            |
| 5 de junio de 2014       | San Francisco         | The Fillmore                               |
| 6 de junio de 2014       | Las Vegas             | House of Blues                             |
| 7 de junio de 2014       | Los Ángeles           | House of Blues                             |
| 12 de junio de 2014      | Austin                | Convention Center                          |
| 13 de junio de 2014      | Dallas, TX            | House of Blues                             |
| 14 de junio de 2013      | Houston               | House of Blues                             |
| 19 de junio de 2014      | Chicago               | House of Blues                             |
| 20 de junio de 2014      | Washington D. C.      | The Filmore                                |
| 21 de junio de 2014      | New York              | Irving Plaza                               |
| 27 de junio de 2014      | Orlando               | House of Blues                             |
| 28 de junio de 2014      | Miami                 | The Filmore                                |
| Segunda mitad            |                       |                                            |
| 13 de septiembre de 2014 | Concepción, Paraguay  | Centro de Exposiciones Nanawa              |
| 18 de septiembre de 2014 | Buenos Aires          | Luna Park                                  |
| 19 de septiembre de 2014 | Asunción              | Casco Antiguo                              |
| 20 de septiembre de 2014 | Encarnación           | Club Nacional de Encarnación               |
| 4 de octubre de 2014     | San Juan, Puerto Rico | Coliseo de Puerto Rico José Miguel Agrelot |
| 5 de octubre de 2014     | Santo Domingo         | Estadio Olímpico Félix Sánchez             |
| 11 de octubre de 2014    | Ciudad de México      | Pepsi Center WTC                           |
| 12 de octubre de 2014    | Tampa, Florida        | Coachman Park                              |
| 25 de octubre de 2014    | Santiago              | Movistar Arena                             |
| 19 de noviembre de 2014  | Las Vegas             | Mandalay Bay Convention Center             |

### Concierto en Puerto Rico
En 2014, Yandel comenzó la gira del disco y en febrero anunció que en octubre del mismo año se presentaría en el Coliseo de Puerto Rico José Miguel Agrelot. Mientras se acercaba la fecha del concierto, mencionó que el evento sería grabado por HBO. Posteriormente, de este concierto, se desprendió el álbum en vivo Legacy.

## Lista de canciones
| N.º   | Título                                                      | Productor(es)                 | Duración |  |
| 1.    | «Hablé de ti»                                               | Tainy                         | 3:38     |  |
| 2.    | «Hasta abajo»                                               | Tainy                         | 3:25     |  |
| 3.    | «Mano al aire»                                              | Tainy                         | 2:50     |  |
| 4.    | «Déjate amar»                                               | Tainy                         | 3:39     |  |
| 5.    | «Enamorado de ti» (con Don Omar)                            | Tainy                         | 3:51     |  |
| 6.    | «La cama»                                                   | Tainy                         | 3:21     |  |
| 7.    | «Moviendo caderas» (con Daddy Yankee)                       | Luny · Predikador · MadMusick | 3:19     |  |
| 8.    | «No perdamos tiempo»                                        | Tainy                         | 3:03     |  |
| 9.    | «En la oscuridad»                                           | Tainy                         | 3:20     |  |
| 10.   | «Sudor»                                                     | Alberto Torres · Earcandy     | 3:19     |  |
| 11.   | «Fallaron»                                                  | Tainy                         | 2:50     |  |
| 12.   | «Para irnos (A fuego)» (con J Álvarez, “El General” Gadiel) | Tainy                         | 3:39     |  |
| 13.   | «Nada que perder»                                           | Tainy                         | 3:52     |  |
| 14.   | «Da' Show»                                                  | Tainy                         | 2:47     |  |
| 15.   | «Plakito» (con “El General” Gadiel)                         | Nely el Arma Secreta          | 3:11     |  |
| 16.   | «Persígueme»                                                | Tainy                         | 2:36     |  |
| 17.   | «Hablé de ti» (English Version)                             | Tainy                         | 3:39     |  |
| 56:18 |                                                             |                               |          |  |

Notas
- «Sudor» tiene una interpolación de «La inglesa» de Vico C.

## Créditos y personal
Adaptados de los créditos de AllMusic.
Artistas y producción
- Llandel Veguilla Malavé — Artista principal, compositor, productor ejecutivo.
- Chris Gehringer — Masterización.
- Michelle Baluja — Voces de apoyo.
- Marcos “Tainy” Masis — Compositor, producción (1-6, 8, 9, 11-14, 16, 17).
- Roberto A. Vázquez (Earcandy) — Compositor, grabación, mezcla, producción (10).
- Don Omar — Artista invitado (5).
- Rafael Pina — Ingeniería (5).
- Marcos G — Ingeniería (5).
- Christian Ramos López (Syko) — Compositor (6, 9).
- Eliezer Palacios — Compositor (7).
- Francisco “Luny” Saldaña — Compositor, producción (7).
- Gabriel J. Rodríguez — Compositor (7).
- Jonathan Rivera, Giancarlo Rivera T. (MadMusick) — Compositor, producción (7).
- Ramón Luis Ayala — Artista invitado, compositor (7).
- Víctor Delgado (Predikador) — Compositor, producción (7).
- Fabián Worell — Compositor (9).
- Jean Rodríguez — Compositor, ingeniero de grabación, voces de apoyo (9).
- Alberto K. Torres “The Legacy” — Compositor, producción (10).
- Luis Armando Lozada — Compositor (10).
- Juan G. Rivera (Gaby Music) — Ingeniero de grabación (12, 15).
- Gadiel Veguilla Malavé — Artista invitado, compositor (12, 15).
- Javid David Álvarez — Artista invitado, compositor (12).
- Nelson Díaz — Compositor (12).
- Pedro Santana (Perreke) — Compositor (12).
- Christopher «Bryan» Montalvo (La Mente del Equipo) — Compositor (13).
- Josías de la Cruz — Compositor, producción (15).

Arte y dirección
- Carlos Pérez — Director creativo.
- Mateo García — Fotografía.
- Ed Coriano — Estilista.
- Alejandro Reglero — A&R.
- Juan Toro — Booking.
- Gabrielle Herrera — Manager del sello.
- Armando Lozano — Management.
- Andy Martínez — Management.
- Jorge Sánchez — Marketing.

## Posicionamiento en listas
| Listas (2013)                        | Mejor posición |
| ------------------------------------ | -------------- |
| Estados Unidos (Billboard 200)       | 76             |
| Estados Unidos (Latin Rhythm Albums) | 1              |
| Estados Unidos (Top Latin Albums)    | 1              |
| Estados Unidos (Top Rap Albums)      | 9              |

| Listas (2013)                        | Posición |
| ------------------------------------ | -------- |
| Estados Unidos (Latin Rhythm Albums) | 6        |

| Listas (2014)                        | Posición |
| ------------------------------------ | -------- |
| Estados Unidos (Latin Rhythm Albums) | 2        |
| Estados Unidos (Top Latin Albums)    | 23       |

## Certificaciones
| País           | Organismo certificador | Certificación   | Ventas certificadas |
| -------------- | ---------------------- | --------------- | ------------------- |
| Estados Unidos | RIAA                   | Platino (Latin) | 60 000              |

## Premios y nominaciones
| Año  | Premios                               | Categoría                    | Resultado |
| ---- | ------------------------------------- | ---------------------------- | --------- |
| 2014 | Premios Billboard de la música latina | Álbum Latin Rhythm del Año   | Nominado  |
| 2014 | Premios Grammy Latinos                | Mejor álbum de música urbana | Nominado  |